# 鮫島博一
鮫島 博一（さめじま ひろいち、1918年〈大正7年〉10月26日 - 2000年〈平成12年〉8月14日）は、日本の海軍軍人及び海上自衛官。海軍兵学校卒業（第66期）。第10代海上幕僚長、第9代統合幕僚会議議長。

## 略歴
鹿児島県川辺郡東加世田村（のち万世町、加世田市、現南さつま市）出身。旧制第一鹿児島中学四年修了後、海軍兵学校に入校。海軍時代は艦攻のパイロットであり、飛行学生を首席で卒業。開戦から約7ヶ月は空母「龍驤」に乗組み、ダッチハーバー空襲等の作戦に参加。しかし、その後は陸上勤務で、海軍航空技術廠ではテストパイロットとして水平爆撃用の照準器や反跳爆弾の研究を続け、最後は陸上攻撃機「連山」の開発にも加わった。
戦後は公職追放となり、追放解除後に海上保安庁から海上警備隊を経て海上自衛隊に入隊し、第1回幹部特別操縦講習員として操縦桿を握ったが、翌年駐米防衛駐在官となり、以後操縦桿を握る機会はなかった。米国駐在官時代にP2V-7、S-2Fの導入に尽力し、海自航空の基礎を作った。
帰国後は海上幕僚監部の防衛班長、業務班長、防衛課長、防衛部長と防衛畑を歩み、教育航空集団司令官、航空集団司令官を経て第10代海上幕僚長に就任。航空畑からは初の海上幕僚長。在任中に第十雄洋丸事件が発生し事態に対処する。

## 年譜
- 1935年（昭和10年）4月：海軍兵学校入校
- 1938年（昭和13年）9月27日：海軍兵学校卒業（第66期）、任海軍少尉候補生、「磐手」乗組[2]
- 1939年（昭和14年）
  - 2月2日：霞ヶ浦海軍航空隊附兼筑波海軍航空隊附[3]
  - 2月24日：巡洋艦「熊野」乗組[4]
  - 5月10日：巡洋艦「利根」乗組[5]
  - 6月1日：海軍少尉に任官
  - 11月15日：海軍練習航空隊第33期飛行学生[6]
- 1940年（昭和15年）
  - 6月29日：宇佐海軍航空隊附[7]
  - 11月15日：海軍中尉に進級[8]、宇佐海軍航空隊教官[9]
- 1941年（昭和16年）12月30日：空母「龍驤」乗組[10]、飛行士兼艦攻隊分隊士
- 1942年（昭和17年）
  - 4月1日：艦攻隊分隊長[11]
  - 5月1日：海軍大尉に進級[12]
  - 7月25日：谷田部海軍航空隊分隊長兼教官[13]
- 1943年（昭和18年）
  - 5月19日：霞ヶ浦海軍航空隊分隊長[14]
  - 7月1日：谷田部海軍練習航空隊特修科学生（水平爆撃専攻）[15]
- 1943年（昭和18年）12月31日：海軍航空技術廠飛行実験部部員[16]
- 1944年（昭和19年）
  - 7月10日：横須賀海軍航空隊附[17]
  - 8月1日：横須賀海軍航空隊分隊長兼教官[18]
- 1945年（昭和20年）
  - 5月1日：海軍少佐に進級[19]
  - 9月15日：予備役に編入[20]
- 1946年（昭和21年）3月30日：充員召集[21]、佐世保地方復員局出仕[22]
- 1947年（昭和22年）
  - 1月15日：佐世保運航部勤務[23]
  - 11月28日：公職追放仮指定[24]
- 1948年（昭和23年）
  - 1月：運輸事務官
  - 5月：海上保安官
- 1952年（昭和27年）5月15日：海上警備隊転官（3等海上警備正）[25]
- 1954年（昭和29年）8月1日：2等海佐に昇任
- 1955年（昭和30年）10月：在アメリカ合衆国日本国大使館防衛駐在官
- 1959年（昭和34年）
  - 8月1日：1等海佐に昇任
  - 9月1日：八戸航空隊副長兼本部幕僚室長
- 1961年（昭和36年）7月1日：海上幕僚監部防衛部防衛課防衛班長
- 1963年（昭和38年）1月16日：同課業務班長
- 1965年（昭和40年）3月16日：海上幕僚監部防衛部防衛課長
- 1967年（昭和42年）
  - 1月1日：海将補に昇任
  - 1月16日：第3航空群司令
- 1968年（昭和43年）7月1日：自衛艦隊司令部幕僚長
- 1969年（昭和44年）7月1日：海上幕僚監部防衛部長
- 1970年（昭和45年）7月1日：海将に昇任
- 1971年（昭和46年）1月16日：教育航空集団司令官に就任
- 1972年（昭和47年）12月16日：第8代 航空集団司令官に就任
- 1973年（昭和48年）12月1日：第10代 海上幕僚長に就任
- 1976年（昭和51年）3月16日：第9代 統合幕僚会議議長に就任
- 1977年（昭和52年）10月20日：退官。退官後は財団法人水交会会長、石川島播磨重工業顧問を務める。
- 1988年（昭和63年）11月3日：勲二等瑞宝章受章[26]
- 2000年（平成12年）8月14日：溶血性貧血のため自衛隊中央病院で死去（享年81）。叙・従三位[27]

## 栄典
- 勲二等瑞宝章 - 1988年（昭和63年）11月3日